# Oosterse morgenster
De oosterse morgenster (Tragopogon pratensis subsp. orientalis) is een vaste plant uit de composietenfamilie (Asteraceae). De ondersoort staat op de Nederlandse Rode lijst van planten als zeldzaam en sterk in aantal afgenomen. De oosterse morgenster is echter vrij veel uitgezaaid in bermen in stedelijke gebieden. De oosterse morgenster komt van nature voor in West-Azië en Oost- en Midden-Europa. Naast de oosterse morgenster komt ook de gele morgenster (Tragopogon pratensis subsp. pratensis) in België en Nederland voor.

## Beschrijving
De plant wordt 20-90 cm hoog en heeft een penwortel. De rechtopstaande stengels zijn niet of weinig vertakt en meestal kaal. De bladeren van de oosterse morgenster zijn smal langwerpig, lang toegespitst en hebben een gave rand. Ze zijn onbehaard.
Het bloemhoofdje van de gele morgenster sluit zich tegen de middag. De enige bloemen die de plant draagt zijn gele lintbloemen. De bloemsteel onder de hoofdjes is iets verdikt.
De hoofdjes zijn alleenstaand en bloeien van mei tot in de herfst.
De plant draagt een gesnaveld nootje met gesteeld vruchtpluis. Als zodanig vormt zich een "pluizenbol".
Verschillen tussen de twee ondersoorten zijn:
- Oosterse morgenster: De goudgele of lichtgele lintbloemen zijn ongeveer twee maal zo lang als de binnenste omwindselblaadjes. De helmknoppen zijn geel met een paarsbruine streep.
- Gele morgenster: De acht of meer omwindselblaadjes kunnen buiten de bloem uitsteken, of zijn ongeveer even lang als de lintbloemen. De helmknoppen zijn geel, bruinachtig of bijna zwart.

## Voorkomen
De oosterse morgenster komt voor langs wegen en in het weiland, op matig voedselrijke, grazige grond.

## Namen in andere talen
- Duits: Östlicher Wiesen-Bocksbart
- Engels: Oriental Salsify
- Frans: Salsifis d'Orient